# Церковь Преображения Господня при Императорском фарфоровом заводе
Це́рковь Преображе́ния Госпо́дня — утраченный православный храм в Санкт-Петербурге при Императорском фарфоровом заводе. Был построен в 1731—1735 годах. Разрушен коммунистами в 1933 году.

## История
После основания на берегу Невы селения для рабочих кирпичных заводов при нём в 1713 году была устроена деревянная церковь Спаса Преображения. Однако она скоро обветшала, и, по просьбе прихожан, было решено строить каменный храм. Организатором строительства нового храма стал священник Иродион Тимофеев. Среди жертвователей была императрица Анна Иоанновна. Строительство продолжалось с 1731 по 1735 год, однако полное освящение храма состоялось 4 (15) августа 1742 года, когда сюда был уже переведён казенный фарфоровый завод.
В связи с тем, что церковь к 1811 году обветшала, был разработан проект её перестройки (авторы: Егор Соколов и Л. И. Миллер). Недостаток средств ограничил работы, длившиеся всего одно лето, лишь изменением формы купола и, частично, внутренней отделки. Освящение обновлённого храма состоялось 27 сентября (9 октября) 1817 года. Ремонт церкви не решил проблему, и духовенство постоянно предпринимало попытки постройки нового здания. Проект храма составляли в 1837 году архитектор Афанасий Григорьев, а в 1840 году — Франц Руска. По причине отсутствия средств, строительство так и не осуществилось. В 1845—1846, 1856, 1893 (под руководством А. В. Малова) и 1914 годах в церкви производились ремонтные и реставрационные работы.
После 1918 года приход храма остался в Патриаршей церкви. Само здание было признано памятником архитектуры. 9 июля 1932 года президиум Леноблисполкома постановил закрыть и снести храм; 5 ноября церковь закрыли, а в 1933 году снесли.

## Архитектура, убранство
Церковь находилась между берегом Невы и Шлиссельбургским шоссе. Храм был каменным, обращён алтарём на юго-восток; имел 3 придела: главный — Преображения Господня, правый — пророка Илии, левый — святителя Николая Чудотворца.
Вход в находился — под колокольней. Само здание было многосоставным. За колокольней начиналась вытянутая одноэтажная часть 12 метров длиной, покрытая железной крышей. Её называли малой церковью и фактически она находилась на месте старого храма. Здесь были устроены приделы. Далее, к юго-востоку, — основная, двухэтажная, часть храма 14 метров длиной и шириной. К ней пристроена апсида, а с левой стороны — небольшая каменная «пономарка», через которую был устроен вход в алтарную часть.
Над куполом находился деревянный фонарь, увенчанный луковичной главкой и крестом. Верхний ярус колокольни был уже двух нижних и первоначально был деревянным, но в 1845 году он был заменён каменным, а шпиц — семигранным куполом с луковичной главкой. Крест на колокольне первоначально был железным и четырёхконечным. К 1830 году он потерял устойчивость и был поправлен знаменитым Петром Телушкиным. После того, как храм был перестроен, крест заменили на золочёный шестиконечный.

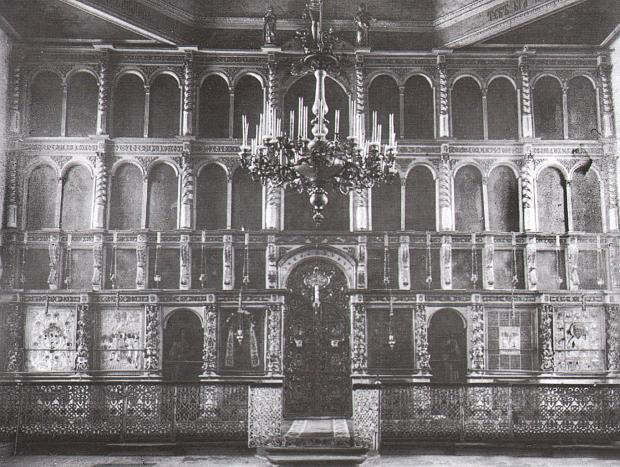
Центральный иконостас

Четырёхъярусный иконостас главного алтаря полностью соответствовал канонам допетровской эпохи, что делало его уникальным для Санкт-Петербурга. Он был возобновлён в 1856 году. Иконостасы приделов были меньше. Солея возвышалась на 2 ступени и имела ограду в виде железной решётки.
Напротив главного алтаря на колоннах были устроены хоры, а под ними так называемые «женские» места. Основная часть храма соединялась с приделами, через арки, устроенные также при перестройке храма в 1845 году.
Среди почитаемых святынь в храме были:
- икона Преображения Господня с изображением перенесения мощей святителя Алексия, митрополита Московского, и частицами креста Господня, мощей Алексия, человека Божия, мученика Георгия, Авраамия, святителя Алексия. Образ был пожертвован придворным протодиаконом Алексием Заводским, позднее погребённым рядом с храмом. Икона находилась в алтаре, над царскими дверями;
- чудотворная Казанская икона Божией Матери, найденная на дне моря рядом Кронштадтом около 1770 года корабельным плотником Тихоном Вагановым, по преданию, после ночного видения. Образ был украшен ризой с венчиками и драгоценными камнями.

На колокольне хранился шведский колокол, около 500 килограмм весом. На колоколе были надписи:
- латинская: «Soli Deo gloria, Gloria in excelsis Deo. Me fundebat.»
- шведская: «Tin Goolz namps aera och panasluono capall fiët pridnh m: Georgia pzat anno 1686 Holmiae Misael Bader.»

Существовало две версии его предыдущего местонахождения: 1) ранее висел на башне конторы кирпичных заводов на противоположной стороне Невы; 2) был обнаружен под землёй при постройке каменной церкви, что вызвало предположения о нахождении на этом месте шведской кирхи.
Перед храмом в 1894 году, в ознаменование юбилея фарфорового завода, был установлен бронзовый бюст императрицы Елизаветы Петровны.

## Приход
Приход храма составляли рабочие Фарфорового и Александровского (до 1862 года) заводов, а также жителей Смоленской-Ямской слободы (до 1878 года). Причт состоял из двух священников, диакона и двух причетников. При храме существовала церковно-приходская школа и приходское попечительство.
Традиционно в приходе проходили крестные ходы: в мае — в Колпино; в июле — к часовне иконы Божией Матери «Всех скорбящих Радость»; 9 июля — на фабрику Торнтона (в память об избавлении от холеры в 1893 году); 20 июля — вокруг селения Фарфорового завода (в память об избавлении от холеры в 1848 году); 28 июля — по селу Смоленскому (в память об избавлении от холеры в 1831 году).
К храму были приписаны:
1. церковь святого благоверного князя Александра Невского (построена в 1860—1861 годах) при писчебумажной фабрике братьев Варгуниных, располагавшейся на правом берегу Невы напротив Преображенской церкви;
2. церковь Сошествия Святого Духа, возведённая в 1902—1912 годах на примыкавшем к территории храма Фарфоровском кладбище;
3. часовня в ограде церкви, построенная в 1811 году;
4. деревянная часовня во имя Спаса Нерукотворённого, располагавшаяся на кладбище за Невой, у казённых кирпичных заводов.